# 안우기
안우기(安于器, 1265년 ~ 1329년)는 고려의 문신이다. 본관은 순흥(順興). 자는 허중(虛中), 호는 죽옥(竹屋). 아버지는 첨의중찬(僉議中贊) 안향(安珦)이다.
충렬왕 때 문과에 급제하여 1301년(충렬왕 27)에 국학좨주(國學祭酒), 1304년 우부승지(右副承旨), 이듬해 밀직부사(密直副使) 등을 역임하였다. 1314년(충숙왕 1) 지밀직(知密直)으로 박사(博士) 유연(柳衍) 등이 새로 구입한 경적(經籍) 1만 800권을 검열하였다.
충숙왕이 즉위하자 안우기를 밀직부사 겸 대사헌(大司憲)으로 임명했으나 얼마 안 되어 파직시키고 원윤(元尹) 조후(趙珝)에게 그 자리를 대신하게 하였다. 조후는 당시 충선왕의 총애를 받고 있던 반면, 안우기는 여러 사람들로부터 신망을 받았으나 조정 안에 돕는 사람이 없었으므로 식자들은 그의 파직을 애석하게 여겼다. 합포(合浦)의 군대를 지휘할 때는 청렴하고 재간이 있다는 칭송을 받았다. 1329년(충숙왕 16년)에 검교찬성사(檢校贊成事)로서 죽자 유언에 따라 소박하게 장례를 치렀다.
아들은 안목(安牧)이다.